# Дефенса і Хустісія
Громадський та спортивний клуб «Дефенса і Хустісія» (ісп. Club Social y Deportivo Defensa y Justicia), або просто Дефенса і Хустісія — аргентинський футбольний клуб, що представляє місто Флоренсіо-Варела, розташоване в провінції Буенос-Айрес. Клуб нині грає в Прімері Аргентини, виходу в яку клуб вперше у своїй історії досяг у сезоні 2013/2014. Першим трофеєм в історії клубу став міжнародний турнір — Південноамериканський кубок 2020 року.